# Licence Creative Commons
 (avril 2025).

Les familles de licences Creative Commons : commercial / non commercial ; modifiable / non modifiable. Les licences vont de la moins restrictive (DP en haut) à la plus restrictive (© en bas).

Les licences Creative Commons constituent un ensemble de sept licences régissant les conditions de réutilisation et de distributions. Élaborées par l'organisation Creative Commons, elles ont été publiées pour la première fois le 16 décembre 2002,.

## Objectif

Logotype Creative Commons

Creative Commons est une organisation à but non lucratif, dont le but est de faciliter la diffusion et le partage des œuvres, tout en accompagnant les nouvelles pratiques de création à l'ère du numérique. Le but de Lawrence Lessig, le fondateur, était donc de développer des droits de propriété intellectuelle plus souples.
Les licences Creative Commons ont été créées en partant du principe que la propriété intellectuelle était fondamentalement différente de la propriété physique[réf. souhaitée], et du constat selon lequel les lois actuelles sur le copyright étaient un frein à la diffusion de la culture.
Leur but est de fournir un outil juridique qui garantit à la fois la protection des droits de l'auteur d'une œuvre artistique et la libre circulation du contenu culturel de cette œuvre, ceci afin de permettre aux auteurs de contribuer à un patrimoine d'œuvres accessibles librement par tous. Creative Commons propose donc des contrats types, ou licences, pour la mise à disposition d’œuvres en ligne, inspirés par les licences libres, les mouvements OpenSource et OpenAccess.

## À qui sont-elles destinées?
Les licences Creative Commons facilitent l'utilisation d’œuvres et s'adressent aux auteurs qui souhaitent :
- partager et faciliter l'utilisation de leur création par d'autres ;
- autoriser gratuitement la reproduction et la diffusion (sous conditions) ;
- accorder plus de droits aux utilisateurs en complétant le droit d'auteur qui s'applique par défaut ;
- faire évoluer une œuvre et enrichir le patrimoine commun ;
- économiser les coûts de transaction ;
- légaliser le peer to peer de leurs œuvres (réseau de partage de données poste à poste, chacun jouant tour à tour le rôle de client et de serveur).

## Vue générale

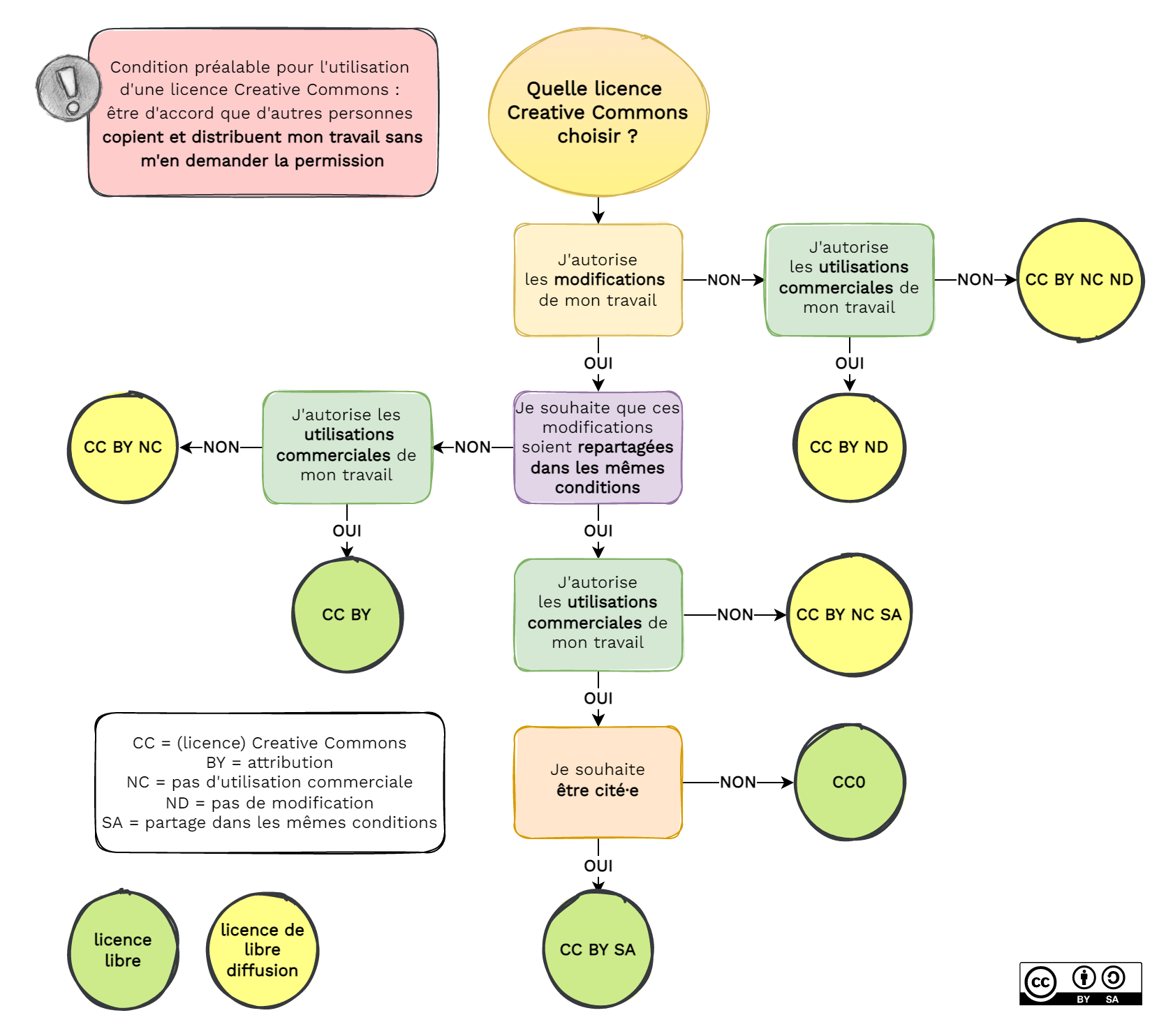
Diagramme aidant à choisir sa licence Creative Commons.

Le système se base sur plusieurs paramètres binaires :
- commercial / non commercial (NC) ;
- modifiable / non modifiable (ND) ;
- licences des créations dérivées au choix du créateur final / créations dérivées à partager selon la même licence (SA, "Share Alike").

Aussi avons-nous un arbre de possibilités contenant 2×2×2 = 8 combinaisons possibles. Toutes ces combinaisons impliquent l'obligation d'attribuer l’œuvre à son créateur (attribution - BY).
Cependant, les deux combinaisons incluant à la fois les conditions ND (non modifiable) et SA (créations dérivées à partager selon la même licence) ne sont pas valides, car ces deux conditions s’excluent. Il reste ainsi six solutions. À ces 6 solutions s'ajoute une septième — CC0, dite aussi CC Zero — qui consiste au renoncement maximal des droits d'auteur dans la limite des lois applicables.
| Désignation complète du contrat                                             | Terme abrégé | Symboles | Symboles | Symboles | Symboles | Type de licence            |
| --------------------------------------------------------------------------- | ------------ | -------- | -------- | -------- | -------- | -------------------------- |
| Zéro                                                                        | CC Zero      |          |          |          |          | Licence libre non copyleft |
| Attribution                                                                 | CC BY        |          |          |          |          | Licence libre non copyleft |
| Attribution Partage dans les mêmes conditions                               | CC BY-SA     |          |          |          |          | Licence libre copyleft     |
| Attribution Pas de modification                                             | CC BY-ND     |          |          |          |          | Licence de libre diffusion |
| Attribution Pas d'utilisation commerciale                                   | CC BY-NC     |          |          |          |          | Licence de libre diffusion |
| Attribution Pas d'utilisation commerciale Partage dans les mêmes conditions | CC BY-NC-SA  |          |          |          |          | Licence de libre diffusion |
| Attribution Pas d'utilisation commerciale Pas de modification               | CC BY-NC-ND  |          |          |          |          | Licence de libre diffusion |

Attribution [BY] (Attribution) : l'œuvre peut être librement utilisée, à la condition de l'attribuer à l'auteur en citant son nom. Cela ne signifie pas que l'auteur est en accord avec l'utilisation qui est faite de ses œuvres.
Pas d'utilisation commerciale [NC] (Noncommercial) : le titulaire des droits peut autoriser tous les types d’utilisation ou au contraire restreindre aux utilisations non commerciales (les utilisations commerciales restant soumises à son autorisation). Elle autorise à reproduire, diffuser et modifier une œuvre, tant que l'utilisation n'est pas commerciale.
Pas de modification [ND] (NoDerivs) : le titulaire des droits ne permet que la copie à l’identique et la diffusion de l'œuvre -- aucune œuvre dérivée n'est autorisée.
Partage dans les mêmes conditions [SA] (ShareAlike) : le titulaire des droits peut autoriser à l'avance les modifications ; peut se superposer l'obligation (SA) pour les œuvres dites dérivées d'être proposées au public avec les mêmes libertés que l'œuvre originale (sous les mêmes options Creative Commons).
Zéro : le créateur renonce à ses droits patrimoniaux (il est impossible de se défaire de son droit moral en France). Aucune limite à la diffusion de l'œuvre n'existe, sous réserve des législations locales. Dans un certain nombre d’États, la licence CC0 équivaut à la licence CC-BY.

Poster Creative Commons.

## Fonctionnement
Un auteur choisit parmi les sept licences existantes celle qui est la mieux adaptée à l'œuvre qu'il souhaite diffuser, préservant certains de ses droits traditionnellement protégés de façon exclusive par le droit d'auteur classique (modification, usage commercial, production dérivée, etc.), mais autorisant de fait la libre diffusion de ses œuvres.
Selon la variante choisie, le public dispose alors d'un plus ou moins grand nombre de libertés. Si toutes les licences Creative Commons permettent au moins la diffusion non commerciale de l'œuvre, seule une partie d'entre elles permet la diffusion commerciale et/ou la modification de celle-ci.
C'est ainsi que seule une partie des licences Creative Commons répond au cahier des charges de ce qui constitue une « œuvre culturelle libre » telle que définie par l'organisme Creative Commons qui distingue alors ces œuvres par la mention « Approved for Free Cultural Works ». Il s'agit des licences CC0, CC BY et CC BY-SA.

## Conditions d'utilisation

### Conditions communes aux sept licences
- Offrir une autorisation non exclusive de reproduire, distribuer et communiquer l'œuvre au public à titre gratuit, y compris dans des œuvres dites collectives.
- Faire apparaître clairement au public les conditions de la licence de mise à disposition de cette création, à chaque utilisation ou diffusion.
- Chacune des conditions optionnelles peut être levée après l'autorisation du titulaire des droits.
- Les exceptions au droit d'auteur ne sont en aucun cas affectées.
- Il est interdit d'utiliser des mesures techniques contradictoires avec les termes des licences.
- Le partage de fichiers (peer-to-peer) n'est pas considéré comme une utilisation commerciale.

### Conditions optionnelles
Le contenu sous licence Creative Commons peut être utilisé par des tiers sous certaines conditions définies par l'auteur. Hormis la licence CC0, toutes comportent la condition Attribution. Trois autres conditions de base peuvent être combinées à celle-ci pour obtenir les six autres licences homologuées par l'organisation Creative Commons.
Une des particularités de ces licences est qu'elles peuvent être représentées par des signes visuels aisément compréhensibles. Il est ainsi possible de savoir exactement ce que permet ou interdit la licence d'un simple coup d'œil.
D'autres conditions n'ont pas encore été adaptées à la législation française et sont destinées :
- aux pays en développement ;
- au sampling ;
- au domaine public ;
- aux sciences.

#### Partage dans les mêmes conditions
Nom officiel :  Share Alike [SA]
(fr) Le titulaire a la possibilité d'autoriser à l'avance les modifications ; peut se superposer l'obligation pour les œuvres dites dérivées d'être proposées au public avec les mêmes libertés que l'œuvre originale (sous les mêmes options Creative Commons).
(en) The licensor permits others to distribute derivative works only under a license identical to the one that governs the licensor's work.
Cette licence exclut la condition « Pas de travaux dérivés ».

#### Attribution
Nom officiel (anglais) :  Attribution [BY]
Nom français :  Attribution [BY]
Version courante :  4.0
(fr) L'œuvre peut être librement utilisée, à la condition de l'attribuer à l'auteur en citant son nom.
(en) The licensor permits others to copy, distribute, display, and perform the work. In return, licenses must give the original author credit.
Les licences Creative Commons comportent presque toutes cette condition.
Les licences CC BY et CC BY-SA sont des licences libres qui sont adaptées pour des œuvres artistiques et de divertissement ainsi que pour le matériel pédagogique. La licence CC BY est une licence libre sans gauche d'auteur tandis que la licence CC BY-SA est une licence avec gauche d'auteur,. Elles sont aussi adaptées à la diffusion de plans d'objets utilitaires pour impression 3D.
Historique :
- (fr) Attribution 1.0 (CC BY 1.0)
- (fr) Attribution 2.0 (CC BY 2.0)
- (fr) Attribution 3.0 (CC BY 3.0)
- (fr) Attribution 4.0 (CC BY 4.0)

#### Pas d'utilisation commerciale
Nom officiel :  Non Commercial [NC]
(fr) Le titulaire de droits peut autoriser tous les types d’utilisation ou au contraire restreindre aux utilisations non commerciales (les utilisations commerciales restant soumises à son autorisation).
(en) The licensor permits others to copy, distribute, display, and perform the work. In return, licenses may not use the work for commercial purposes -- unless they get the licensor's permission.
La licence CC BY-NC n'est pas une licence libre. Utilisée pour la documentation, elle ne permet en effet pas la revente de copie, et de manière générale, elle rend en pratique impossible l'obtention de l'autorisation de toutes les personnes pour un usage négocié.

#### Pas de travaux dérivés
Nom officiel :  No Derivative Works [ND]
(fr) Le titulaire de droits permet uniquement de copier, distribuer, diffuser et performer des copies identiques de l'œuvre -- aucune œuvre dérivative n'est autorisée.
(en) The licensor permits others to copy, distribute, display and perform only unaltered copies of the work -- not derivative works based on it.
Cette licence exclut la condition « Partage dans les Mêmes Conditions ».
La licence CC BY-ND n'est pas une licence libre. Utilisée pour la documentation, elle réduit la liberté de redistribution de versions modifiées. Elle est néanmoins considérée comme adaptée par la Free Software Foundation lorsqu'utilisée pour diffuser une opinion. 

### Sept licences régulièrement utilisées
Les sept licences les plus fréquemment utilisées sont indiquées dans le tableau suivant,,.
| Nom de la licence                       | Abréviation | Icône            | Attribution requise | Usage Culture remix | Pour usage commercial |
| --------------------------------------- | ----------- | ---------------- | ------------------- | ------------------- | --------------------- |
| No Rights Reserved                      | CC0         | CC0 icon         | Non                 | Oui                 | Oui                   |
| Attribution                             | BY          | CC-BY icon       | Oui                 | Oui                 | Oui                   |
| Attribution-ShareAlike                  | BY-SA       | CC-BY-SA icon    | Oui                 | Oui                 | Oui                   |
| Attribution-NonCommercial               | BY-NC       | CC-by-NC icon    | Oui                 | Oui                 | Non                   |
| Attribution-NonCommercial-ShareAlike    | BY-NC-SA    | CC-BY-NC-SA icon | Oui                 | Oui                 | Non                   |
| Attribution-NoDerivatives               | BY-ND       | CC-BY-ND icon    | Oui                 | Non                 | Oui                   |
| Attribution-NonCommercial-NoDerivatives | BY-NC-ND    | CC-BY-NC-ND icon | Oui                 | Non                 | Non                   |

### Le cas de la licence CC0

Logo de la licence CC0.

La licence CC0 est une licence libre qui permet au titulaire des droits de renoncer au maximum à ceux-ci dans la limite des lois applicables, afin de placer son œuvre au plus près du domaine public. Il n'est par exemple pas possible en France de renoncer à ses droits moraux. La Free Software Foundation la considère adaptée pour toute œuvre autre que logicielle ou documentation, ainsi que pour la diffusion de plans d'objets utilitaires pour impression 3D.

## Comment placer une œuvre sous licence Creative Commons?
Il s'agit d'une simple procédure en ligne, sans signature. L'auteur choisit l'une des 6 combinaisons d'options existantes à travers quelques questions, puis reçoit, à la fin du questionnaire, un morceau de code HTML ou RDF. Ce code est à insérer sur le site internet concerné, afin de faire s'afficher le logo de la licence choisie. L'auteur n'a plus qu'à placer le logo à côté de l’œuvre concernée.
Ainsi, toute copie de cette œuvre au public doit être accompagnée de la licence sous laquelle elle a été mise à disposition de base.

## Exemples d'utilisation
- Comme indiqué en bas de chaque article, les articles de Wikipédia sont publiés sous licence Creative Commons Attribution - Partage dans les mêmes conditions (CC BY-SA).
- Au printemps 2004, des étudiants danois créent une bière dont la recette est soumise à une licence Creative Commons : la Vores Øl. La copie, modification et distribution (y compris commerciale) sont autorisées, mais soumises aux règles d'attribution et de partage dans les mêmes conditions (BY-SA).
- En octobre 2004, Gilberto Gil et le magazine américain Wired Magazine diffusent un album dont les titres sont placés sous licence Creative Commons, autorisant les acheteurs à copier et distribuer les titres, ou à en faire des compilations, mais interdisant tout usage commercial.
- Le long métrage expérimental Le Bal des Innocents (2006) est distribué sous licence Creative Commons CC BY-NC-ND 2.0.
- Fin 2005, en réponse à la réalisation en urgence de la loi DADVSI, une compilation contenant uniquement des musiques sous licence CC est réalisée, notamment à l'initiative de musique-libre.org.
- Le 2 mars 2008, Trent Reznor, le leader du groupe Nine Inch Nails, diffuse le halo 26, Ghosts I-IV, sous licence « Creative Commons Attribution Non-Commercial Share Alike (CC BY-NC-SA) ».
- Le livre Ada & Zangemann de Matthias Kirschner et Sandra Brandstätter est sous licence libre CC BY-SA. Ceci a notamment permis de le traduire en français par une centaine d'élèves dans le cadre d'un projet pédagogique sans avoir à demander autorisation aux auteurs.

## CC Plus
CC Plus est un protocole annexe aux licences ouvertes Creative Commons, formalisant l'acte de vente de droits supplémentaires à la licence de base, souvent des droits d'exploitation commerciale. Lancé en 2007, il a depuis été adopté par des acteurs comme Flickr, Jamendo ou Magnatune.